# چیپستید، ساری
چیپستید (به انگلیسی: Chipstead) یک روستا در بریتانیا است که در ساری واقع شده‌است. چیپستید ۹٫۶ کیلومتر مربع مساحت و ۳٬۱۳۶ نفر جمعیت دارد.